# 14519 Урал
14519 Ура́л (14519 Ural) — астероїд головного поясу, відкритий 8 жовтня 1996 року.
Тіссеранів параметр щодо Юпітера — 3,175.
Названо на честь річки Урал, яка проходить через Росію та Казахстан.